# USS Mount Whitney
«Ма́унт Уи́тни» (англ. USS Mount Whitney, бортовой номер LCC-20) — второй корабль управления типа «Блю Ридж», флагманский корабль 6-го флота ВМС США (c 2005 года).
Считается одним из самых совершенных кораблей АСУВ типа C4I (англ. command, control, communications, computers and intelligence — командование, управление, коммуникации, компьютеры и информация). Входящая в состав радиоэлектронных средств корабля система JTIDS может передавать и принимать большие объёмы защищённых данных в любой точке Земли через HF-, UHF-, VHF- и SHF-каналы связи, в том числе спутниковые. Эта технология позволяет командованию флотом оперативно получать разведывательную и тактическую информацию, а также осуществлять управление его силами.

## История
Вступил в строй 16 января 1971 года. Назван в честь горы Уитни, самой высокой горы хребта Сьерра-Невада, расположенной в штате Калифорния.
Участвовал в операциях в Атлантическом океане, Средиземном, Карибском морях, Индийском океане. В 1994 году участвовал в операции на Гаити.
20 сентября 2004 года USS Mount Whitney (LCC-20) вошёл в состав программы PM2 (англ. Special Missions Program) Командования морских перевозок (КМП), с этого времени комплектуется смешанным экипажем: военнослужащими (командный состав, управление вооружением и связью, обеспечение безопасности корабля) и гражданским персоналом (палубная команда, штурманская, инженерно-техническая, прачечная и камбузная службы). С 2012 года корабль переведён в состав программы PM4 КМП (англ. Service Support Program, в 2015—2016 годах — Service and Command Support Program). В 2017—2018 годах — в составе программы PM7 КМП (англ. Afloat Staging Command Support Program). После 2018 года и до настоящего времени (на 2025 год) — вновь в составе программы PM4 КМП (англ. Service Support Program).
С 2005 года стал флагманским кораблём 6-го флота США, заменив USS La Salle (AGF-3) типа «Рэлей». Базируется в итальянском порту Гаэта.
В сентябре 2008 года стал первым кораблём НАТО, доставившим в грузинский порт Поти гуманитарные грузы для пострадавших во время войны в Грузии. Российский МИД выразил по этому поводу свою озабоченность и сомнения в гуманитарном характере миссии.
6 ноября 2008 года не смог войти в порт Севастополя из-за антинатовских протестов в городе, проводимых русскоязычным населением в количестве 50—80 человек. Позже корабль всё-таки вошёл в порт, но команда корабля не смогла выйти в город из-за действий митингующих.
С 19 марта 2011 года USS Mount Whitney выполняет миссию в Средиземном море как корабль управления по обеспечению Резолюции Совета Безопасности ООН № 1973 против Ливии до передачи командования коалиции.
4 февраля 2014 года вместе с присоединившимся 5 февраля USS Taylor (FFG-50) типа «Оливер Хазард Перри» прибыл в Чёрное море в рамках стандартного военного планирования для обеспечения безопасности при проведении XXII Олимпийских зимних игр в Сочи.
10 октября 2016 года корабль управления USS Mount Whitney прошёл Босфорский пролив и вновь вошёл в акваторию Чёрного моря, присоединившись к зашедшему 6 октября французскому авизо Premier-Maître L’Her (F792) типа A69 («Д’Эстьен д’Орв»), где они до 22—23 октября 2016 года участвовали в совместных военных учениях с Вооружёнными силами Румынии.
4 ноября 2021 года USS Mount Whitney (LCC-20) вошёл в акваторию Чёрного моря, вместе с зашедшими 30 октября и 3 ноября того же года USS Porter (DDG-78) и танкером снабжения USNS John Lenthall (T-AO-189) соответственно, для проведения совместных операций с союзниками и партнёрами по НАТО в регионе. 15—16 ноября 2021 года после завершения совместных учений американские корабли вернулись в Средиземное море.

## Вооружение
Изначально состав вооружения USS Mount Whitney (LCC-20) был следующим:
- 2 × 2 — 76-мм/50 артиллерийские установки (АУ) Mk. 33 Mod. 13 (3"/50[англ.] спаренные полуавтоматические пушки с автоматами заряжания);
- 2 × 8-ракетные пусковые установки (ПУ) Mk. 25 BPDMS (ЗУР RIM-7 «Си Спэрроу»).

В ходе модернизации корабля, прошедшей с октября 1986-го по сентябрь 1987 годов, дополнительно были установлены 2 × 20-мм зенитно-артиллерийских комплекса (ЗАК) «Фаланкс» CIWS (6-ствольные автоматические пушки с вращающимся блоком стволов). В 1996—1997 годах 76-мм/50 (3"/50) полуавтоматы, а также ПУ Mk. 25 BPDMS были демонтированы.
В начале 2000-х годов были установлены 12,7-мм пулемёты «Браунинг» M2HB, а также 2 × 25-мм АУ Mk. 38 Mod. 1 (1-ствольные автоматы «чейн ган» с ручным наведением). Последние в середине 2010-х годов были заменены на 2 × 25-мм АУ Mk. 38 Mod. 2, представляющие собой дистанционно управляемые 1-ствольные стабилизированные артиллерийские установки (ручное наведение также доступно).

### Десантно-высадочные и поисково-спасательные средства
Десантно-высадочные и поисково-спасательные средства USS Mount Whitney (LCC-20):
- 3 десантных катера типа LCP[англ.];
- 2 десантных катера типа LCVP;
- 1 × 2—7-м лодка типа RHIB;
- 1 вертолётная посадочная площадка (ВППл) для взлёта, посадки и временного размещения вертолёта типа MH-60S «Си Хоук» (ранее типа SH-3 «Си Кинг»)[3][24], возможен приём вертолётов типа CH-46 «Си Найт» и конвертопланов типа V-22 «Оспри».

## Галерея
- Пуск ЗУР RIM-7 Sea Sparrow из ПУ Mk. 25 BPDMS; USS Mount Whitney (LCC-20), 1976 год.
- Командующий 2-м флотом США вице-адмирал Генри К. Мустин[англ.] на фоне 76-мм/50 АУ Mk. 33 Mod. 13; USS Mount Whitney (LCC-20), 1988 год.
- Кормовой 20-мм ЗАК Phalanx CIWS; USS Mount Whitney (LCC-20), 2010 год.
- Стрельба из носового 20-мм ЗАК Phalanx CIWS; USS Mount Whitney (LCC-20), 2016 год.
- Вид с носовой надстройки на кормовую часть корабля: на переднем плане по бортам — расчёты 12,7-мм пулемётов M2HB Browning, далее — ПУ Mk. 36 SRBOC, на заднем плане перед ВППл — кормовые 12,7-мм пулемёты M2HB Browning; USS Mount Whitney (LCC-20), 2016 год.
- Вид с носовой надстройки на кормовую часть корабля, по левому борту: расчёты 12,7-мм пулемётов M2HB Browning и ПУ Mk. 36 SRBOC между ними; USS Mount Whitney (LCC-20), 2018 год.
- Вид с носовой надстройки на носовую часть корабля, по левому борту: на переднем плане слева — 25-мм АУ Mk. 38 Mod. 1, далее справа — ПУ Mk. 36 SRBOC, ещё правее на заднем плане — 12,7-мм пулемёт M2HB Browning; USS Mount Whitney (LCC-20), 2013 год.
- Вид с носовой надстройки на носовую часть корабля: на переднем плане по бортам — 25-мм АУ Mk. 38 Mod. 2, далее — ПУ Mk. 36 SRBOC (зачехлены), на заднем плане — носовые 12,7-мм пулемёты M2HB Browning; USS Mount Whitney (LCC-20), 2018 год. Справа у пирса — KDM Niels Juel (F363) типа «Ивер Хюитфельд».
- Стрельба из 25-мм АУ Mk. 38 Mod. 2; USS Mount Whitney (LCC-20), 2018 год.
- Стрельба из 12,7-мм пулемёта M2HB Browning; USS Mount Whitney (LCC-20), 2013 год.
- Отстрел помехового снаряда из ПУ Mk. 36 SRBOC; USS Mount Whitney (LCC-20), 2020 год.
- Посадка вертолёта AS532 Cougar Mk. II U2 Королевских ВВС Нидерландов на ВППл корабля во время учений BALTOPS-2016, на переднем плане — вертолёт MH-60S Seahawk Авиации ВМС США со сложенными лопастями несущего винта; USS Mount Whitney (LCC-20), 2016 год.

### Комментарии
1. ↑   Определение термина «палубная команда» в Викисловаре.